# Памятные монеты евро Латвии
Памятные монеты евро — специальные монеты евро, выпускаемые каждой страной еврозоны из драгоценных и недрагоценных металлов. Латвия вошла в еврозону 1 января 2014 года. Начиная с этого времени Банк Латвии стал осуществлять эмиссию национальных монет евро для регулярного обращения, а также памятных монет.
Памятные монеты принимаются к оплате только на территории Латвии, помимо монет в 2 евро, которые принимаются к оплате всеми странами Еврозоны.
Памятные монеты евро Латвии посвящены, в основном, различным историческим событиям.

## Статистика
По состоянию на июнь 2017 года было выпущено 27 разновидностей монет, в том числе 6 биметаллических, 20 из серебра 925 пробы и 1 из золота 999 пробы.

## Монеты из недрагоценных металлов
Биметаллические монеты номиналом 2 евро отчеканены из латуни и мельхиора в качестве UNC. Имеют диаметр 25,75 мм, толщину 2,2 мм и массу 8,5 г.
На реверсе — номинал, карта ЕС, 12 звёзд. Гурт — рубчатый с надписью на латыш. DIEVS * SVĒTĪ * LATVIJU * — «Боже, благослови Латвию». Тираж каждой — до 1 000 000 шт.
| 2014 | | Рига — культурная столица Европы 2014   |
| 2014 | Аверс: панорама Риги, надписи на латыш. EIROPAS KULTŪRAS GALVASPILSĒTA — «культурная столица Европы» и латыш. RĪGA – 2014 LV — «Рига – 2014», по краю — 12 звёзд. Отчеканена на Государственном монетном дворе в Баден-Вюртемберге (Германия).               |                                         |
| 2015 | | Председательство Латвии в Совете Европы |
| 2015 | Аверс: стилизованное изображение жёрнова, надписи на латыш. LATVIJAS PREZIDENTŪRA ES PADOMĒ — «председательство Латвии в Совете Европы» и латыш. EU2015.LV, по краю — 12 звёзд. Отчеканена на Государственном монетном дворе в Баден-Вюртемберге (Германия). |                                         |
| 2015 | 30 лет флагу Европейского Союза |                                         |
| 2015 | Аверс: стилизованные фигуры 12 человек, окруживших флаг ЕС, надписи на латыш. LATVIJA — «Латвия» и «1985—2015», знак монетного двора, по краю — 12 звёзд. Отчеканена на Государственном монетном дворе в Баден-Вюртемберге (Германия).                       |                                         |
| 2015 | 30-летний юбилей латвийского общества орнитологов |                                         |
| 2015 | Аверс: изображение аиста, который вьёт гнездо, название государства, год выпуска, по краю — 12 звёзд. Отчеканена на Литовском монетном дворе. |                                         |
| 2016 | | Бурая латвийская порода коров           |
| 2016 | Аверс: изображение пасущейся коровы, название государства, год выпуска, по краю — 12 звёзд. Отчеканена на Литовском монетном дворе. |                                         |
| 2016 | Исторические области Латвии — Видземе |                                         |
| 2016 | Аверс: герб Видземе, название государства, год выпуска, по краю — 12 звёзд. Отчеканена на Литовском монетном дворе. |                                         |
| 2017 | | Исторические области Латвии — Латгалия  |
| 2017 | Аверс: герб Латгалии, название государства, год выпуска, по краю — 12 звёзд. Отчеканена на Государственном монетном дворе в Баден-Вюртемберге (Германия). |                                         |
| 2017 | Исторические области Латвии — Курземе |                                         |
| 2017 | Аверс: герб Курземе, название государства, год выпуска, по краю — 12 звёзд. Отчеканена на Государственном монетном дворе в Баден-Вюртемберге (Германия). |                                         |
| 2018 | | 100 лет государствам Балтики            |
| 2018 | Аверс: Изображено символическое плетение, которое символизирует судьбу трех балтийских стран-«сестёр». Отчеканена на Литовском монетном дворе. |                                         |
| 2018 | Исторические области Латвии — Земгале |                                         |
| 2018 | Аверс: герб Земгале, название государства, год выпуска, по краю — 12 звёзд. Отчеканена на Государственном монетном дворе в Баден-Вюртемберге (Германия). |                                         |

- 5 октября 2021 - представлены две монеты, номиналом 2 евро:
  - Латгальская керамика, 2020
  - 100-летие признания Латвии де юре, 2021  Тираж каждой монеты 400 тысяч экз.[2][3]

#### 2024
- 21 ноября — Пузурис[4]

## Монеты из серебра
Монеты номиналом 5 евро чеканятся из серебра 925 пробы в качестве proof.

### 2014 год
| 2014 | | 150 лет Морской школе в Айнажи             |
| 2014 | Аверс: в центре — номинал, по краю — 4 парусника. Реверс: компас, по краю — надпись на латыш. AINAŽU JŪRSKOLA 1864 2014 — «150 лет Морской школе в Айнажи». Гурт: гладкий с надписью на латыш. LATVIJAS BANKA ♦ LATVIJAS REPUBLIKA ♦ — «Банк Латвии ♦ Латвийская Республика ♦». Отчеканена на Королевском монетном дворе Нидерландов. Масса: 22,00 г. Диаметр: 35,00 мм. Тираж: 5000 шт. |                                            |
| 2014 | | 100 лет «Белой книге» Яниса Яунсудрабиньша |
| 2014 | Аверс: изображение обложки книги с плывущими облаками, пейзажная иллюстрация из книги, название государства, год выпуска и номинал. Реверс: изображение обложки книги с названием на латыш. Baltā grahmata и годом выхода, иллюстрация из книги, подпись писателя. Гурт: гладкий. Отчеканена на Королевском монетном дворе Нидерландов. Масса: 25,80 г. Тираж: 5000 шт. |                                            |
| 2014 | | 25 лет Балтийскому пути                    |
| 2014 | Аверс: женская коса с изображениями флагов прибалтийских стран, номинал, надпись на латыш. BALTIJAS CEĻŠ 1989 2014 — «Балтийский путь 1989 2014». Реверс: ствол дерева с обнажёнными корнями, надпись на латыш. ATMOSTAS BALTIJA — «Пробуждение Балтии» и названия прибалтийских стран на их официальных языках. Гурт: гладкий с надписью на латыш. LATVIJAS BANKA ♦ LATVIJAS REPUBLIKA ♦ — «Банк Латвии ♦ Латвийская Республика ♦». Отчеканена на Королевском монетном дворе Нидерландов. Масса: 22,00 г. Диаметр: 35,00 мм. Тираж: 10 000 шт.                           |                                            |
| 2014 | | 300 лет со дня рождения Готхарда Стендера  |
| 2014 | Аверс: стилизованное изображение гелиоцентрической системы мира с надписью «G. F. Stender Latwis», по краю — надпись на латыш. VECAIS STENDERS — «Старый Стендер» и номинал. Реверс: по центру — мотив из первого издания «Книги высокой мудрости», по краю год выпуска и название государства. Гурт: гладкий с надписью на латыш. LATVIJAS BANKA ♦ LATVIJAS REPUBLIKA ♦ — «Банк Латвии ♦ Латвийская Республика ♦». Отчеканена на Королевском монетном дворе Нидерландов. Масса: 22,00 г. Диаметр: 35,00 мм. Тираж: 10 000 шт.                                            |                                            |
| 2014 | | Времена года                               |
| 2014 | Аверс: в центре — изображение Солнца, по краям — фигуры людей и старые названия месяцев на латыш. SVEČU MĒNESIS LAPU MĒNESIS RUDZU MĒNESIS SALA MĒNESIS и номинал. Реверс: в центре — картофелина, проткнутая соломинками, по краям — изображения, символизирующие различные праздники, и их названия, год выпуска и название государства. Гурт: гладкий с надписью на латыш. LATVIJAS BANKA ♦ LATVIJAS REPUBLIKA ♦ — «Банк Латвии ♦ Латвийская Республика ♦». Отчеканена на Королевском монетном дворе Нидерландов. Масса: 22,00 г. Диаметр: 35,00 мм. Тираж: 10 000 шт. |                                            |
| 2014 | | Курземское барокко                         |
| 2014 | Аверс: лист аканта с алтаря Лестенской церкви, номинал, название государства и год выпуска. Реверс: изображение ангела с алтаря Лестенской церкви, надписи на латыш. KURZEMES BAROKS — «Курземское барокко» и латыш. NIKOLAUSS SĒFRENSS — «Николас Сефренс». Гурт: гладкий с двумя надписями на латыш. LATVIJAS BANKA • — «Банк Латвии •». Отчеканена на Польском монетном дворе. Масса: 22,00 г. Диаметр: 35,00 мм. Тираж: 10 000 шт. |                                            |

### 2015 год
| 2015 | | 150 лет пожарной службе     |
| 2015 | Аверс: изображение команды пожарных в конной повозке, номинал. Реверс: эмблема пожарной службы, фигуры пожарных и дубовые ветви, надпись на латыш. UGUNSDZĒSĪBAI LATVIJĀ 150 — «Пожаротушение в Латвии 150», год выпуска. Гурт гладкий с надписью на латыш. LATVIJAS BANKA ♦ LATVIJAS REPUBLIKA ♦ — «Банк Латвии ♦ Латвийская Республика ♦». Отчеканена на Королевском монетном дворе Нидерландов. Масса: 22,00 г. Диаметр: 35,00 мм. Тираж: 10 000 шт.                                           |                             |
| 2015 | | 500 лет Рижскому замку      |
| 2015 | Аверс: фигуры Мадонны с младенцем и магистра Ливонского ордена Вальтера фон Плеттенберга, номинал, название государства и год выпуска. Реверс: изображение замка, год его сооружения и название на латыш. RIGAS PILS. Гурт гладкий. Отчеканена фирмой Faude & Huguenin SA (Швейцария). Масса: 26,00 г. Размеры: 32×32 мм. Тираж: 7000 шт. |                             |
| 2015 | | Райнис и Аспазия            |
| 2015 | Аверс: фрагменты стихов поэтов с их подписями, номинал, название государства и год выпуска. Реверс: фигуры поэтов и их имена на латыш. Rainis и Aspazija. Гурт гладкий. Отчеканена на Литовском монетном дворе. Масса: 31,47 г. Диаметр: 38,61 мм. Тираж: 7000 шт. |                             |
| 2015 | | Меланхолический вальс       |
| 2015 | Аверс: стилизованное изображение из семи нот и надписи на фр. VALSE MÉLANCOLIQUE, номинал и год выпуска. Реверс: стилизованные изображения падающей звезды и радуги, имя автора произведения — Эмилса Дарзиньша на латыш. EMĪLS DĀRZIŅŠ и годы его жизни (1875—1910). Гурт гладкий с надписью на латыш. LATVIJAS BANKA ♦ LATVIJAS REPUBLIKA ♦ — «Банк Латвии ♦ Латвийская Республика ♦». Отчеканена на Королевском монетном дворе Нидерландов. Масса: 22,00 г. Диаметр: 35,00 мм. Тираж: 5000 шт. |                             |
| 2015 | | Пять котов                  |
| 2015 | Аверс: пять котов с ложками и мисками, надпись на латыш. KAĶI 5 EURO — «котов 5 евро». Реверс: спящие на кровати коты: Мурис, Нурис, Инцис, Минцис и Пунцис, их имена на латышском и год впуска. Гурт гладкий с надписью на латыш. LATVIJAS BANKA ♦ LATVIJAS REPUBLIKA ♦ — «Банк Латвии ♦ Латвийская Республика ♦». Отчеканена на Литовском монетном дворе. Масса: 31,47 г. Диаметр: 38,61 мм. Тираж: 10 000 шт.                                                                                  |                             |
| 2015 | | 500 лет ливонскому фердингу |
| 2015 | Аверс: фердинг 1515 года с родовыми гербами рижского архиепископа Яспера Линде и магистра Ливонского ордена Вальтера фон Плеттенберга, название государства и номинал. Реверс: фердинг с изображением Девы Марии с младенцем и жезлом в руках, надпись на латыш. VĒRDIŅAM 500 — «Фердингу 500», год выпуска. Гурт гладкий. Отчеканена на Королевском монетном дворе Нидерландов. Масса: 11,00 г. Диаметр: 28,00 мм. Тираж: 7000 шт.                                                               |                             |

### 2016 год
| 2016 | | Ежовая шубка                             |
| 2016 | Аверс: сцена (дом, ёжик со стадом свиней) и название сказки на латыш. EŽA KAŽOCIŅŠ, номинал. Реверс: сцена из сказки: принцесса с ёжиком в переднике, название государства и год выпуска. Гурт гладкий. Отчеканена на Литовском монетном дворе. Масса: 28,28 г. Размеры: 42×35 мм. Тираж: 10 000 шт.                                                                       |                                          |
| 2016 | | Мастерская росписи по фарфору «Балтарс»  |
| 2016 | Аверс: фирменный знак мастерской «Балтарс», название государства, номинал и год выпуска. Реверс: роспись по фарфору Романа Суты «Танец». Гурт гладкий. Отчеканена на Литовском монетном дворе. Масса: 18,00 г. Диаметр: 38,61 мм. Тираж: 5000 шт. |                                          |
| 2016 | | Национальный предприниматель             |
| 2016 | Аверс: надпись на латыш. NACIONĀLAIS UZŅĒMĒJS — «Национальный предприниматель», номинал. Реверс: QR-код с надписью на латыш. STRĀDĀ AR DROSMI, UZŅĒMĪBU UN ATBILDĪBU! — «Действуйте мужественно, решительно и ответственно!», название государства и год выпуска. Гурт гладкий. Отчеканена на Литовском монетном дворе. Масса: 30,30 г. Диаметр: 12,00 мм. Тираж: 3000 шт. |                                          |
| 2016 | | 150 лет со дня рождения Яниса Розенталса |
| 2016 | Аверс: оборотная сторона картины, подпись художника, печать Латвийского национального художественного музея, номинал. Реверс: репродукция картины «Принцесса и обезьяна». Гурт гладкий. Отчеканена на Королевском монетном дворе Нидерландов. Масса: 62,00 г. Размеры: 38×80 мм. Тираж: 7000 шт.                                                                           |                                          |
| 2016 | | Рождественские бои                       |
| 2016 | Аверс: группа стрелков, стилизованное изображение Солнца, меч, название государства, год выпуска и номинал. Реверс: снежинка, след от пули, надпись на латыш. ZIEMASSVĒTKU KAUJAS — «Рождественские бои». Гурт гладкий. Отчеканена на Литовском монетном дворе. Масса: 28,00 г. Диаметр: 38,61 мм. Тираж: 5000 шт.                                                         |                                          |
| 2016 | | Земля                                    |
| 2016 | Аверс: в серебряном кольце — вставка из прозрачного материала Perlucor и вставка из серебра с цветным изображением Земли, название государства и номинал. Реверс: земной шар, год выпуска, надпись на латыш. ZEME — «Земля». Гурт гладкий. Отчеканена на Литовском монетном дворе. Масса: 20,00 г. Диаметр: 40,00 мм. Тираж: 5000 шт.                                      |                                          |

### 2017 год
| 2017 | | Дедушкина рукавичка                |
| 2017 | Аверс: сцена из сказки, номинал и год выпуска. Реверс: сцена из сказки и её название на латыш. VECĪŠA CIMDIŅŠ. Гурт гладкий с надписью на латыш. LATVIJAS BANKA ♦ LATVIJAS REPUBLIKA ♦ — «Банк Латвии ♦ Латвийская Республика ♦». Отчеканена на Литовском монетном дворе. Масса: 31,47 г. Диаметр: 38,61 мм. Тираж: 10 000 шт.                                        |                                    |
| 2017 | | 100-летие I Латгальского конгресса |
| 2017 | Аверс: группа людей с транспарантом в виде флага Латвии с надписью на латыш. Lai dzeivoi apvinota Latvija — «За единую Латвию», годы юбилея и номинал. Реверс: группа женщин с ребёнком на фоне распятия, надпись на латыш. Latgola — «Латгалия». Гурт гладкий. Отчеканена фирмой Faude & Huguenin SA (Швейцария). Масса: 26,00 г. Размеры: 32×32 мм. Тираж: 3000 шт. |                                    |

5 октября 2017 года выпущен комплект, состоящий из двух монет по 2,5 евро, посвящённый поэту Эдуарду Вейденбауму.
2 ноября 2017 года Банк Латвии пустил в оборот новую монету 5 евро «В небесах кузнец ковал».
2 декабря 2017 года выпущена монета 5 евро «Представление в Валке».

### 2018 год
17 августа - серебряная монета 5 евро, Куршские короли, 14-20 века  тираж 2500 экз.
23 октября 2018 года выпущена серебряная монета в 5 евро с изображениями гербов исторических провинций («Гербовая монета»).

### 2019
21 марта - комплект монет 5 лет в еврозоне. Тираж 7 тысяч экз..
11 апреля - серебряная монета Кошачья мельница 5 евро тираж 2500 экз.
17 сентября - Восходящее солнце 2 евро тираж 300 тыс. экз. В сувенирной упаковке 7 тыс..
17 октября - серебряная монета 5 евро Дары леса/ грибы.

### 2020
3 ноября - монета Лист липы.
24 ноября - монета 5 евро, посвященная скелету вентской четырехногой ископаемой рыбы, тираж 3 тыс. экз.
11 декабря - монета  Личная свобода.

### 2021
24 ноября - 5 евро, серебро "Монета удачи". Тираж 4 тысячи.
22 декабря - 5 евро, серебро "Цветущий луг чудес".

### 2022
1 ноября — Монета Вверх, посвящённая 100-летию Банка Латвии.

### 2023
31 октября — 5 евро, серебро Латвийскому баскетболу 100
13 декабря — монета Ригас модес, тираж 3 тысячи штук.

### 2024
16 апреля 2024 — выпуск монеты в память столетия Этнографического музея(1924), тираж 3 тысячи штук, цена 75 евро.
4 июля 2024 - выпуск монеты 5 евро, тираж 4 тысячи монет, к 150-летию  Вилиса Плудониса .
17 октября 2024 - выпуск монеты 5 евро, тираж 2500 экз .
16 декабря — выпуск монеты 5 евро, капустный кочан, тираж 3500 экз. 

### 2025
- 17 июня — выпуск монеты 5 евро, 400 лет Лиепаи/Либау  "Солнце и ветер", 3 тысячи экземпляров [27].

## Монеты из золота
Монеты номиналом 5 евро чеканятся из золота 999 пробы в качестве proof.
| 2016 | | Фибула |
| 2016 | Аверс: название государства, масса, номинал и год выпуска. Реверс: изображение золотой фибулы III—IV века. Гурт: гладкий. Отчеканена на Австрийском монетном дворе. Масса: 3,10 г. Диаметр: 18,00 мм. Тираж: 7000 шт. |        |

- 10 ноября - [28].
- 2017, 31 августа - Подкова сакта,8-12 века, 20 евро[29].
- 2018, 8 ноября - Пупырчатая сакта 17 века, 75 евро, тираж 1 тысяча монет[30].
- 2021 год, монета номиналом 5 евро, Ключик, тираж 2 тыс. экземпляров, монетный двор Нидерландов, в оборот выпущена 27 мая[31].
- 2025, 22 мая — золотая квадратная монета "Наша земля", 1 см2, 10 евро. Тираж 2500 экз, цена 175 е[32].